# چشم‌های تازه
«چشم‌های تازه» (به انگلیسی: Brand New Eyes) آلبومی از پارامور است که در  ۲۹ سپتامبر ۲۰۰۹ منتشر شد.